# Michèle LeBlanc
 (avril 2021).
Si vous disposez d'ouvrages ou d'articles de référence ou si vous connaissez des sites web de qualité traitant du thème abordé ici, merci de compléter l'article en donnant les références utiles à sa vérifiabilité et en les liant à la section « Notes et références ».
Michèle LeBlanc, née en 1961 à Arvida (maintenant appelé ville Saguenay), est une écrivaine canadienne.

## Biographie
Elle grandit dans cette région puis fait ses études à Québec puis à Sainte-Marie de Beauce. Elle a ensuite déménagé en Ontario où elle vit depuis vingt ans avec sa famille.
Son premier roman, Gontran de Vilamir, est paru en 2004 aux Éditions L’Interligne. C'est un roman fantastique destiné aux jeunes de 10 à 12 ans. En 2007, le Centre franco-ontariens des ressources pédagogiques (CFORP) a publié des fiches de lecture pour le roman. Elles s’adressent aux classes de 7e et 8e année. Michèle LeBlanc a poursuivi son travail d’écriture en publiant en 2008 un recueil de quatre nouvelles, Une rencontre inattendue et autres récits, avec le CFORP. Elle travaille actuellement à la préparation d’un deuxième roman.